# Меана-Сардо
Меана-Сардо (італ. Meana Sardo, сард. Meana) — муніципалітет в Італії, у регіоні Сардинія, провінція Нуоро.
Меана-Сардо розташована на відстані близько 360 км на південний захід від Рима, 85 км на північ від Кальярі, 50 км на південний захід від Нуоро.
Населення — 1853 особи (2014).
Щорічний фестиваль відбувається 24 серпня. Покровитель — святий Варфоломій.

## Демографія
Населення за роками:

Станом на 1 січня 2023 року в муніципалітеті офіційно проживало 19 іноземців з 3 країн, серед них 8 громадян країн Євросоюзу.

## Сусідні муніципалітети
- Аритцо
- Атцара
- Бельві
- Лаконі
- Самугео